# Lonesome Luke Loses Patients
Lonesome Luke Loses Patients é um curta-metragem norte-americano de 1917, do gênero comédia, estrelado por Harold Lloyd.

## Elenco
- Harold Lloyd - Lonesome Luke
- Bebe Daniels
- Snub Pollard
- Bud Jamison
- Gus Leonard

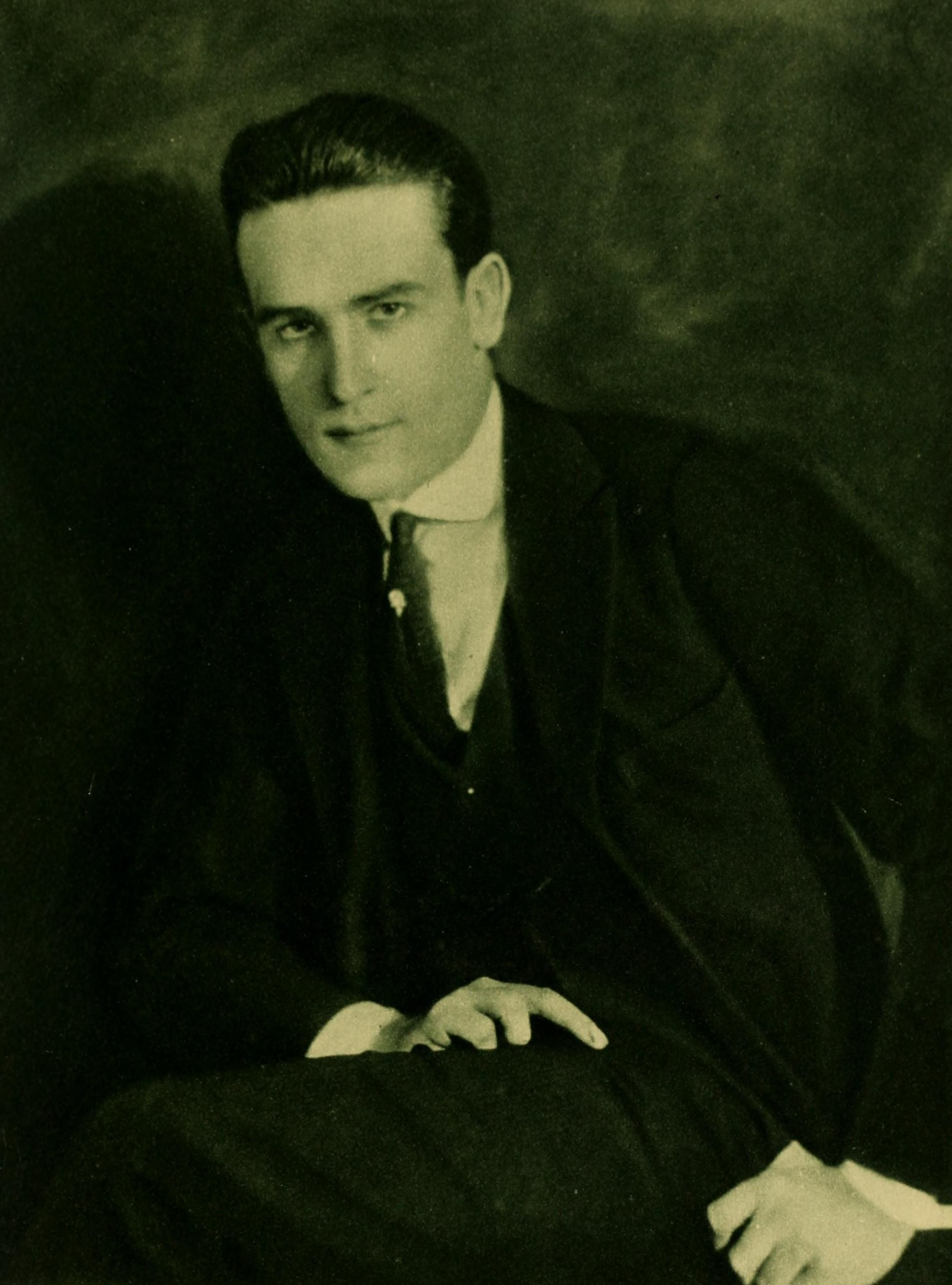
Harold Lloyd

- Charles Stevenson - (como Charles E. Stevenson)
- Fred C. Newmeyer
- Billy Fay
- Sammy Brooks
- Gilbert Pratt
- Margaret Joslin - (como Margaret Joslin Todd)
- Harry Todd
- Marie Mosquini